# Rhipsalis puniceodiscus
Rhipsalis puniceodiscus ist eine Pflanzenart in der Gattung Rhipsalis aus der Familie der Kakteengewächse (Cactaceae). Das Artepitheton puniceodiscus leitet sich von den lateinischen Worten puniceus für ‚karminrot‘ sowie discus für ‚Scheibe‘ ab und verweist auf die Farbe des Blütenschlundes der Art.

## Beschreibung
Rhipsalis puniceodiscus wächst epiphytisch und strauchig mit schlaff hängenden Trieben von unbegrenztem Wachstum, die spärlich nahezu akroton quirlig verzweigt sind. Die weichen, fleischigen, hellgrünen bis gelblich grünen Triebe sind zylindrisch. Sie sind bis zu 40 Zentimeter lang und weisen einen Durchmesser von 6 Millimeter auf. Die auf ihnen befindlichen Areolen sind wollig.
Die radförmigen, cremeweißen, am Schlund manchmal rot überhauchten Blüten erscheinen seitlich und erreichen einen Durchmesser von 1,5 Zentimeter. Die beerenartigen Früchte sind goldgelb oder rot.

## Verbreitung, Systematik und Gefährdung
Rhipsalis puniceodiscus ist in den brasilianischen Bundesstaaten Rio de Janeiro, São Paulo, Paraná und Santa Catarina verbreitet.
Die Erstbeschreibung erfolgte 1893 durch Gustaf Anders Lindberg. Ein nomenklatorisches Synonym ist Lepismium puniceodiscus (G.Lindb.) Backeb. (1936).
In der Roten Liste gefährdeter Arten der IUCN wird die Art als „Least Concern (LC)“, d. h. als nicht gefährdet geführt.

## Nachweise